# Khalifa bin Zayed Al Nahyan
Sheikh Khalifa bin Zayed Al Nahyan (tiếng Ả Rập:  خليفة بن زايد بن سلطان آل نهيان‎; 7 tháng 9 năm 1948 - 13 tháng 5 năm 2022, được gọi là Sheikh Khalifa) là Tổng thống của Các tiểu vương quốc Ả Rập thống nhất và emir (tiểu vương) của Abu Dhabi. Ông đã kế vị cả hai chức vụ vào ngày 3 tháng 11 năm 2004, kế nhiệm cha của ông là Zayed bin Sultan Al Nahyan, người đã qua đời ngày hôm trước. Trước đó trên thực tế ông đã là quyền tổng thống, kể từ khi sức khỏe của cha mình kém đi. Khalifa cũng là chủ tịch của Quỹ Phát triển Abu Dhabi (ADFD).

## Tiểu sử

### 1966-1971
Là cả con trai của Sheikh Zayed, Khalifa đã được bổ nhiệm là đại diện của tiểu vương ở khu vực Đông của Abu Dhabi (thị trưởng) và là Trưởng Bộ phận các triều đình ở Al Ain vào năm 1966, khi cha ông là Zayed bin Sultan Al Nahyan đã trở thành vị vua mới của Abu Dhabi. Vài tháng sau, vị trí đã được giao cho Tahnoun bin Mohammed Al Nahyan.
Ngày 1 tháng 2 năm 1969, Sheikh Khalifa đã được phong làm Thái tử của Abu Dhabi, và ngày hôm sau, ông được bổ nhiệm làm Thủ trưởng Bộ Quốc phòng Abu Dhabi, ở cương vị này ông đã giám sát xây dựng lực lượng quốc phòng của Abu Dhabi, ADDF, mà sau này trở thành hạt nhân của các lực lượng vũ trang UAE
Sheikh Khalifa có hai con trai, Mohammad Al Nahyan và Sultan Al Nahyan.